# Antonio Brognoli
Antonio Brognoli (Brescia, 21 de diciembre de 1723-Brescia, 15 de febrero de 1807) fue un poeta y historiador italiano, activo en la vida política y cultural bresciana.

## Obras
- Hydrostaticae disciplinae propositiones (en latín). Parma: Giuseppe Rosati. 1742.
- La lode, a sua eccellenza il signor cavaliere Pier Andrea Capello (en italiano). Brescia: Pietro Pianta. 1760.
- Il pregiudizio. Canti dodici (en italiano) 1. Venecia: Colombiani. 1766.
- Il pregiudizio. Canti dodici (en italiano) 2. Venecia: Colombiani. 1766.
- Elogj di Bresciani per dottrina eccellenti del secolo XVIII (en italiano). Brescia: Pietro Vescovi. 1785.